# Resolutie 1972 Veiligheidsraad Verenigde Naties
Resolutie 1972 van de Veiligheidsraad van de Verenigde Naties werd op 17 maart 2011 door de VN-Veiligheidsraad aangenomen. De unaniem aangenomen resolutie verlichtte tijdelijk de economische sancties tegen Somalië om aldus de humanitaire steun aan het land te verbeteren.

## Achtergrond
In 1960 werden de voormalige kolonies Brits Somaliland en Italiaans Somaliland onafhankelijk en samengevoegd tot Somalië. In 1969 greep het leger de macht en werd Somalië een socialistisch-islamitisch land. In de tachtiger jaren leidde het verzet tegen het totalitair geworden regime tot een burgeroorlog en in 1991 viel het centrale regime. Vanaf toen beheersten verschillende groeperingen elke een deel van het land en enkele delen scheidden zich ook af van Somalië. Toen milities van de Unie van Islamitische Rechtbanken de hoofdstad Mogadishu veroverden, greep buurland Ethiopië in en heroverde de stad. In 2008 werd piraterij voor de kust van Somalië een groot probleem.

## Inhoud

### Waarnemingen
De Veiligheidsraad bevestigde al zijn voorgaande resoluties, en die inzake het wapenembargo uit 1992 in het bijzonder.
Hij veroordeelde ook alle schendingen van dat wapenembargo.
Alle landen, en vooral die in de regio, moesten het embargo naleven en schenders ervan ter verantwoording roepen.
Alle landen werden ook opgeroepen de in resolutie 1844 afgekondigde maatregelen uit te voeren.
Het belang van neutraliteit, onpartijdigheid, menselijkheid en onafhankelijkheid in de verstrekking van noodhulp werden onderstreept.

### Handelingen
De plicht van alle landen om de resoluties 733 en 1844 na te leven werd benadrukt.
Ook moesten alle partijen het humanitair recht naleven.
Het belang van humanitaire missies werd onderstreept en politisering of misbruik ervan werd veroordeeld.
De Raad besloot dat paragraaf °3 van resolutie 1844, die financiën bevroor, niet zou gelden voor betalingen aan fondsen en andere financiële- en economische middelen die noodzakelijk waren voor de tijdige verstrekking van noodhulp aan Somalië door VN-programma's en erkende hulporganisaties gedurende een periode van 16 maanden.

## Verwante resoluties
- Resolutie 1950 Veiligheidsraad Verenigde Naties (2010)
- Resolutie 1964 Veiligheidsraad Verenigde Naties (2010)
- Resolutie 1976 Veiligheidsraad Verenigde Naties
- Resolutie 2010 Veiligheidsraad Verenigde Naties

Lijst ·  1967 ·  1968 ·  1969 ·  1970 ·  1971 ·  1972 ·  1973 ·  1974 ·  1975 ·  1976 ·  1977 ·  1978 ·  1979 ·  1980 ·  1981 ·  1982 ·  1983 ·  1984 ·  1985 ·  1986 ·  1987 ·  1988 ·  1989 ·  1990 ·  1991 ·  1992 ·  1993 ·  1994 ·  1995 ·  1996 ·  1997 ·  1998 ·  1999 ·  2000 ·  2001 ·  2002 ·  2003 ·  2004 ·  2005 ·  2006 ·  2007 ·  2008 ·  2009 ·  2010 ·  2011 ·  2012 ·  2013 ·  2014 ·  2015 ·  2016 ·  2017 ·  2018 ·  2019 ·  2020 ·  2021 ·  2022 ·  2023 ·  2024 ·  2025 ·  2026 ·  2027 ·  2028 ·  2029 ·  2030 ·  2031 ·  2032